# Edom (Teksas)
Edom je grad u američkoj saveznoj državi Teksas. Prema popisu stanovništva iz 2010. u njemu je živjelo 375 stanovnika.